# Grand Encampment
Grand Encampment és una població dels Estats Units a l'estat de Wyoming. Segons el cens del 2000 tenia 443 habitants.

## Demografia
Segons el cens del 2000, Grand Encampment tenia 443 habitants, 209 habitatges, i 137 famílies. La densitat de població era de 106,9 habitants/km².
Dels 209 habitatges en un 23% hi vivien nens de menys de 18 anys, en un 56,9% hi vivien parelles casades, en un 2,9% dones solteres, i en un 34,4% no eren unitats familiars. En el 32,1% dels habitatges hi vivien persones soles el 12,9% de les quals corresponia a persones de 65 anys o més que vivien soles. El nombre mitjà de persones vivint en cada habitatge era de 2,12 i el nombre mitjà de persones que vivien en cada família era de 2,64.
Per edats la població es repartia de la següent manera: un 19% tenia menys de 18 anys, un 5,2% entre 18 i 24, un 23,5% entre 25 i 44, un 36,3% de 45 a 60 i un 16% 65 anys o més.
L'edat mediana era de 47 anys. Per cada 100 dones de 18 o més anys hi havia 116,3 homes.
La renda mediana per habitatge era de 29.444 $ i la renda mediana per família de 37.083 $. Els homes tenien una renda mediana de 36.786 $ mentre que les dones 19.375 $. La renda per capita de la població era de 20.632 $. Entorn del 9,1% de les famílies i el 12,8% de la població estaven per davall del llindar de pobresa.

## Poblacions més properes
El següent diagrama mostra les poblacions més properes.